# Takashi Kitano
Takashi Kitano (北野 貴之?, Kitano Takashi; Hokkaidō, 4 ottobre 1982) è un ex calciatore giapponese, di ruolo portiere.